# Cry-Baby
Cry Baby is een muzikale komische film van regisseur John Waters uit 1990, en parodieert in zekere zin de tienermusicals zoals Grease en de Elvis Presley-films. De titelrol wordt gespeeld door Johnny Depp. In de bioscoop was de film geen doorslaand succes, maar hij is in de daaropvolgende jaren een cultfilm geworden.

## Verhaal
De film speelt zich af in 1954. Wade "Cry Baby" Walker is lid van de beruchte groep Drapes, een groep criminelen, volgens de Squares (de brave tegenovergestelde groep van de Drapes) tenminste. Op een dag wordt Wade Walker verliefd op Allison Vernon-Williams en ook Allison valt voor de charmes van Cry-Baby. Dit zorgt uiteraard voor veel problemen: het oude liefje van Allison, een square, kan het niet verkroppen dat zijn ex met de Drape omgaat. Na een grote rel op een feest van de Drapes wordt Cry-Baby opgesloten tot zijn 21ste. Allison krijgt nu allemaal valse geruchten over Cry-Baby te horen en wil niets met hem meer te maken hebben. Maar daar laat Cry-Baby het niet bij.

## Rolverdeling
| Acteur            | Personage               |
| ----------------- | ----------------------- |
| Johnny Depp       | Wade "Cry Baby" Walker  |
| Amy Locane        | Allison Vernon-Williams |
| Susan Tyrrell     | Ramona Rickettes        |
| Polly Bergen      | Mrs. Vernon-Williams    |
| Iggy Pop          | Oom Belvedere Rickettes |
| Ricki Lake        | Pepper Walker           |
| Traci Lords       | Wanda Woodward          |
| Kim McGuire       | Hatchet-Face            |
| Darren E. Burrows | Milton Hackett          |
| Stephen Mailer    | Baldwin                 |
| Kim Webb          | Lenora                  |
| Alan J. Wendl     | Toe-Joe Jackson         |
| Troy Donahue      | Hatchets vader          |
| Mink Stole        | Hatchets moeder         |
| Joe Dallesandro   | Miltons vader           |